# Solanum sodiroi
Solanum sodiroi är en potatisväxtart som beskrevs av Friedrich August Georg Bitter. Solanum sodiroi ingår i släktet skattor som ingår i familjen potatisväxter. IUCN kategoriserar arten globalt som starkt hotad. Inga underarter finns listade i Catalogue of Life.